# Disgenesia reticular
La disgenesia reticular es una enfermedad congénita y hereditaria muy grave que afecta a la inmunidad y provoca inmunodeficiencia combinada, con afectación de la inmunidad humoral y de la inmunidad celular. Se clasifica como una variedad de inmunodeficiencia combinada. Los síntomas se inician inmediatamente después del nacimiento.
Es la forma más grave de inmunodeficiencia combinada grave.

## Causas
Es de origen genético y está causada por una mutación en el gen AK2 que origina una deficiencia de adenilato quinasa 2. Este gen está situado en el cromosoma 1 humano.

## Herencias

Se transmite según un patrón autosómico recesivo

.

## Frecuencia
Es una enfermedad muy rara. Se presenta un caso por cada 4.000.000 de nacimientos, afectando por igual a ambos sexos.

## Síntomas
Los síntomas aparecen poco después del nacimiento y consisten en infecciones graves, sepsis, infecciones respiratorias y formación de abscesos. También existe retraso en el crecimiento y sordera de tipo neurosensorial. Las células sanguíneas encargadas de la inmunidad están disminuidas en número, por ello existe neutropenia y linfopenia de linfocitos T. Sin tratamiento la evolución es rápidamente fatal.

## Tratamiento
Existe la posibilidad de realizar tratamiento con trasplante de células madre hematopoyéticas.